# Gaudiempré
Gaudiempré ist eine französische Gemeinde mit 213 Einwohnern (Stand 1. Januar 2022) im  Département Pas-de-Calais in der Region Hauts-de-France. Sie gehört zum Arrondissement Arras, zum Kanton Avesnes-le-Comte und zum Gemeindeverband Campagnes de l’Artois.

## Lage
Die Gemeinde Gaudiempré liegt am Südrand des Artois, 23 Kilometer südwestlich von Arras. Nachbargemeinden von Gaudiempré sind Saulty im Norden, La Herlière im Nordosten, Saint-Amand im Osten, Hénu im Süden,  Pas-en-Artois im >Südwesten sowie Warlincourt-lès-Pas im Nordwesten.

## Bevölkerungsentwicklung
| Jahr                       | 1962 | 1968 | 1975 | 1982 | 1990 | 1999 | 2006 | 2012 | 2022 |
| -------------------------- | ---- | ---- | ---- | ---- | ---- | ---- | ---- | ---- | ---- |
| Einwohner                  | 256  | 263  | 225  | 205  | 182  | 187  | 178  | 190  | 213  |
| Quellen: Cassini und INSEE |      |      |      |      |      |      |      |      |      |

## Sehenswürdigkeiten

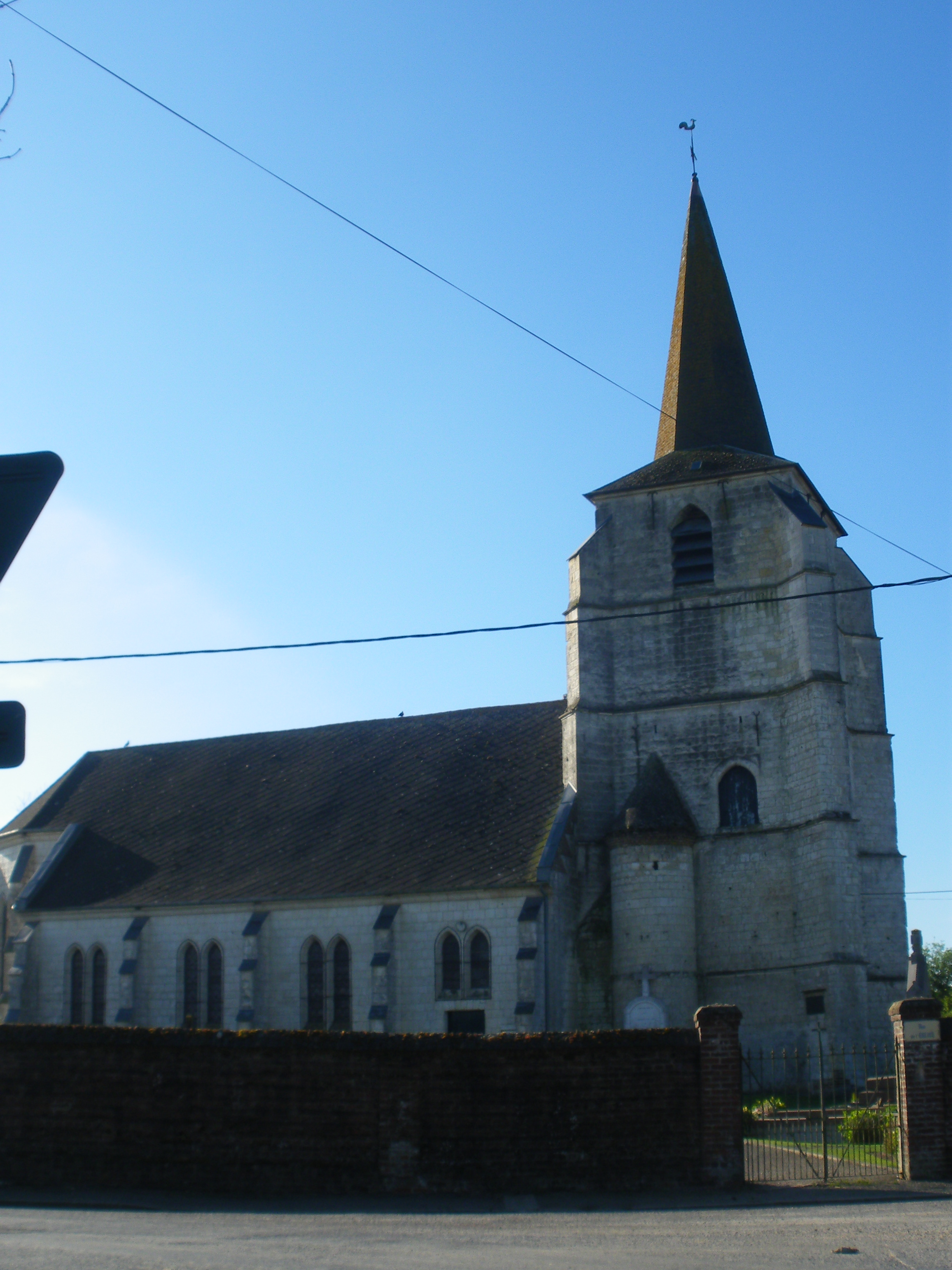
Kirche Saint-Nicolas
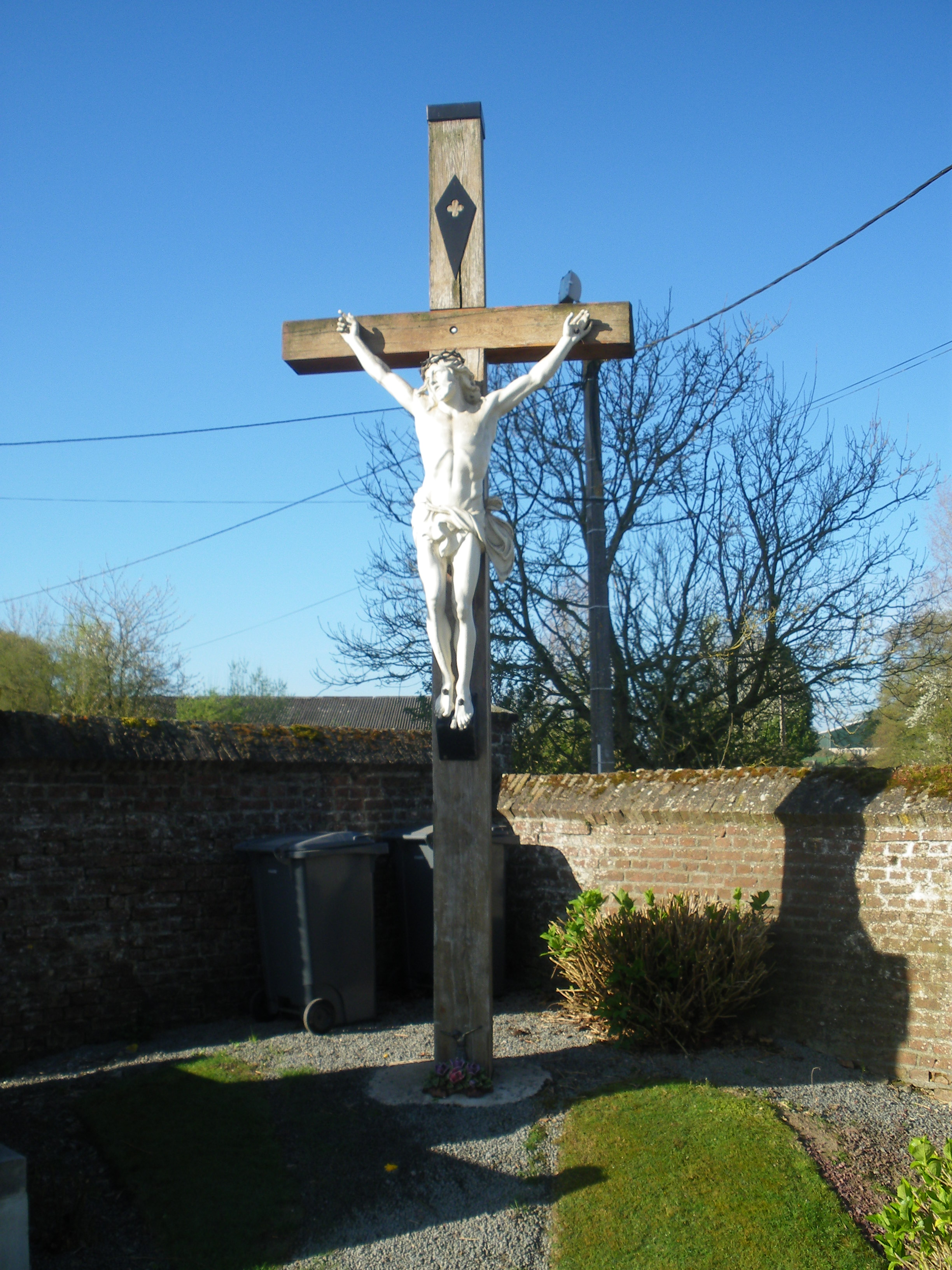
Calvaire
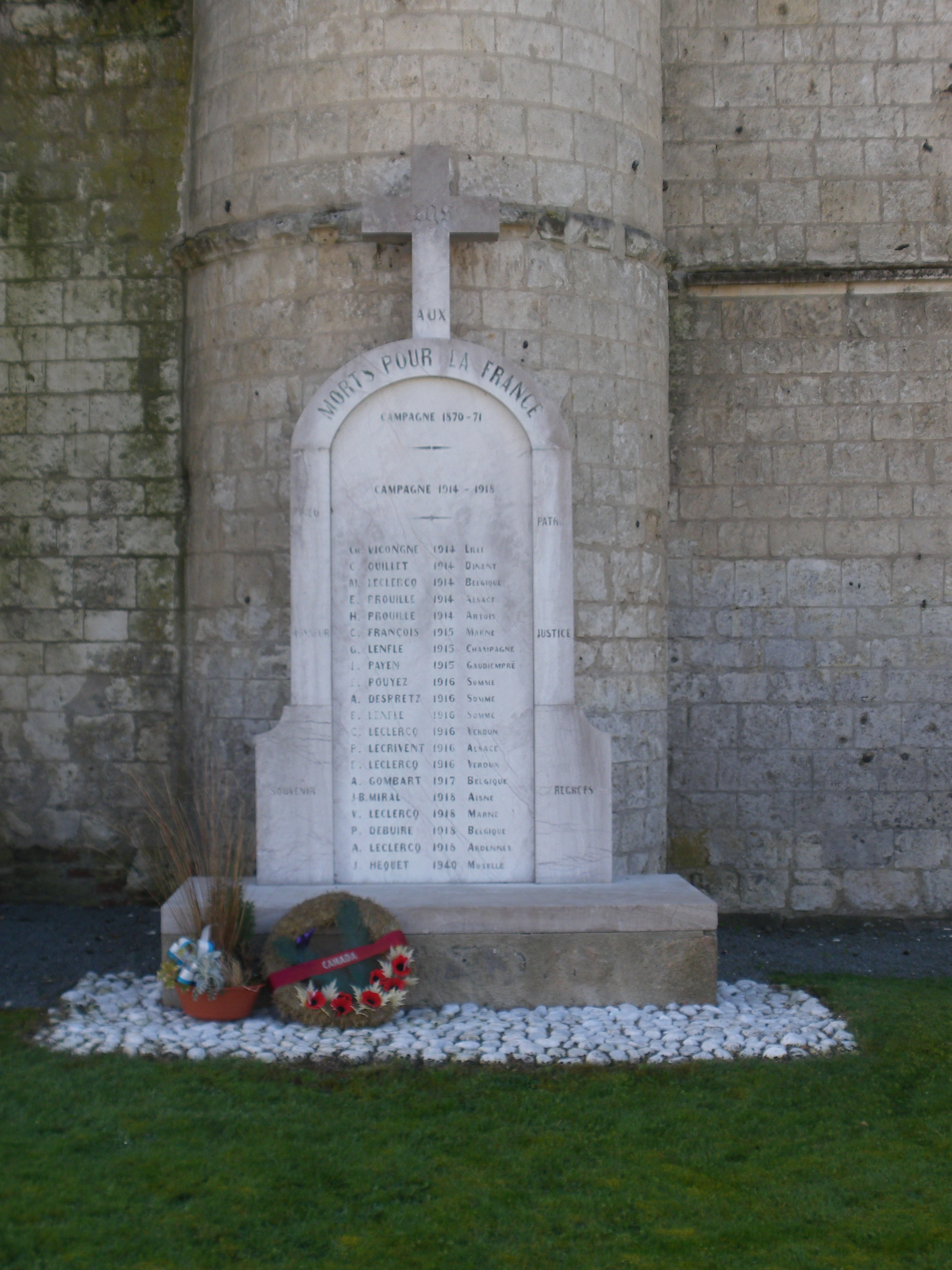
Gefallenendenkmal

- Kirche Saint-Nicolas
- Calvaire
- Gefallenendenkmal